# Đồng Khởi (xã)
Đồng Khởi là một xã thuộc huyện Châu Thành, tỉnh Tây Ninh, Việt Nam.

## Địa lý
Xã Đồng Khởi cách thành phố Tây Ninh 7 km, có vị trí địa lý:
- Phía đông giáp thành phố Tây Ninh
- Phía tây giáp xã Thái Bình
- Phía nam giáp thành phố Tây Ninh và xã Thái Bình
- Pắc giáp xã An Cơ và huyện Tân Biên.

Xã Đồng Khởi có diện tích 35,46 km², dân số năm 2019 là 12.164 người, mật độ dân số đạt 343 người/km².

## Hành chính
Xã Đồng Khởi được chia thành 4 ấp: Bình Lương, Cầy Xiêng, Chòm Dừa, Tua Hai.